# Martin Spiess

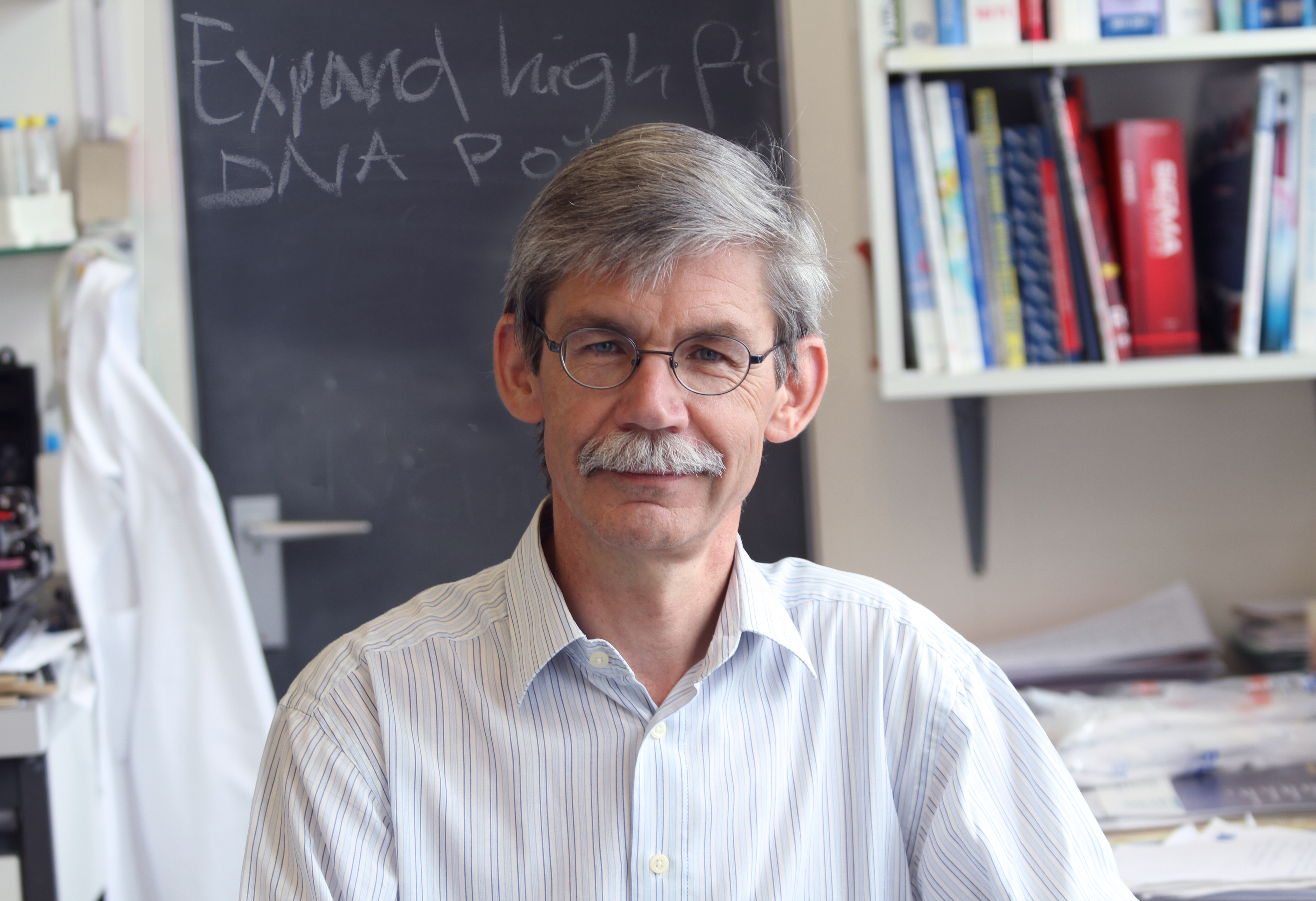
Martin Spiess (2011)

Martin Spiess (* 11. Oktober 1955 in Zürich) ist ein Schweizer Biochemiker und war Professor am Biozentrum der Universität Basel.

## Leben
Martin Spiess studierte und promovierte an der ETH Zürich in Biochemie. 1983 forschte er als Postdoc am Massachusetts Institute of Technology und am Whitehead Institute in Cambridge, USA, 1985 kehrte er wieder an die ETH Zürich zurück. 1986 wurde er an das Biozentrum der Universität Basel berufen, wo er zunächst als Assistant, und ab 2004 bis zu seiner Emeritierung im 2021 als Ordinarius für Biochemie forschte und lehrte. Von 2010 bis 2012 und von 2017 bis 2021 war er Dekan der Philosophisch-Naturwissenschaftlichen Fakultät.

## Wirken
Martin Spiess erforschte die Topogenese und den intrazellulären Transport von Membranproteinen in eukaryotischen Zellen. Er untersuchte die Funktionsweise des Translocons und wie Proteine in der Zelle sortiert und zu den für sie vorgesehenen Organellen transportiert werden.
So fand Spiess heraus, dass das Translocon, insbesondere die asymmetrische Polarität entlang der Pore, das thermodynamische Gleichgewicht zwischen Einbau und Weitertransport einzelner Proteinabschnitte in die Membran bestimmt. Weitere Studien zeigten, dass die Orientierung von Transmembransegmenten definiert wird durch flankierende Ladungen, die Faltung benachbarter Segmente sowie die Hydrophobizität der Sequenz selbst.

## Auszeichnungen
- 1989 Anniversary Prize der Gesellschaft für Biologische Chemie
- 1991 Helmut Horten Incentive Prize
- 1997 gewähltes Mitglied der European Molecular Biology Organization (EMBO)[5]

## Publikationen (Auswahl)
Komplette Publikationsliste
- H.P. Wessels, M. Spiess: Insertion of a multi-spanning membrane protein occurs sequentially and requires only one signal sequence. In: Cell, 1988, 55, S. 61–70, PMID 2844410.
- V. Goder, M. Spiess: Molecular mechanism of signal sequence orientation in the endoplasmic reticulum. In: EMBO J., 2003, 22, S. 3645–3653, PMID 12853479.
- J. Birk, M.A. Friberg, C. Prescianotto-Baschong, M. Spiess, J. Rutishauser: Dominant pro-vasopressin mutants causing diabetes insipidus form disulfide-linked fibrillar aggregates in the endoplasmic reticulum. In: J. Cell Sci., 2009, 122, S. 3994–4002, PMID 19825939.
- E. Demirci, T. Junne, S. Baday, S. Bernèche, M. Spiess: Functional asymmetry within the Sec61p translocon. In: Proc. Natl. Acad. Sci. USA, 2013, 110(47), PMID 24191046.